# L’école du micro d’argent
A francia IAM hiphopzenekar a L’école du micro d’argent  a lemezzel lett híres.

## Számok
1. L’école du micro d’argent
2. Dangereux
3. Nés sous la même étoile
4. La saga [with Sunz of Man]
5. Petit frère
6. Elle donne son corps avant son nom
7. L’empire du côté obscur
8. Regarde
9. L’enfer [with Fabe]
10. Quand tu allais, on revenait
11. Chez le mac
12. Un bon son brut pour les truands
13. Bouge la tête
14. Un crit court dans la nuit
15. Libère mon imagination
16. Demain c’est loin